# Кальдара, Антонио
Антонио Кальдара (итал. Antonio Caldara; 1670, Венеция — 28 декабря 1736, Вена) — итальянский композитор.

## Биография
Антонио Кальдара родился в семье скрипача, отец и был его первым наставником. Затем учился у Джованни Легренци, пел в хоре собора Св.Марка, играл на виолончели в капелле собора. Оперы Кальдары уже на рубеже веков принесли ему широкую известность. В 1699 году он переезжает в Мантую, куда его пригласил в качестве капельмейстера неудачливый герцог Карл Фердинанд Гонзага, живший на содержании у французской короны. После изгнания французов из Италии Кальдара покидает Мантую в 1707 году, став капельмейстером князя Русполи в Риме. Затем он работал в Барселоне, Болонье и Риме, где познакомился с Алессандро Скарлатти, Арканджело Корелли, Г. Ф. Генделем.
Вскоре его известность достигла Вены, где композитор впервые побывал в 1709 году.  
С 1716 года и до конца жизни Антонио Кальдара жил и работал в Вене, где в том же году был назначен вице-капельмейстером Придворной капеллы при И. Й. Фуксе.
Занимался также преподавательской деятельностью; среди учеников — Георг Рейттер Младший. Оказал влияние на Г. Ф. Телемана и И. С. Баха.

## Творчество
Антонио Кальдара — один из самых плодовитых композиторов в истории музыки, ему принадлежит около 3500 произведений. Написал:
- 69 опер (в том числе на либретто Пьетро Метастазио; а также «Фарнак»),
- множество произведений для церкви: мотетов, месс, гимнов, трио-сонат[2];
- многочисленные оратории и кантаты. Наиболее известны его оратории «Магдалина у ног Христа» (Maddalena ai piedi di Cristo, ок. 1700) и «Страсти Господа нашего Иисуса Христа» (La Passione di Gesu Cristo Signor Nostro, 1730) на либретто Метастазио и др.